# Acácio de Cesareia
Acácio de Cesareia (em grego: Ἀκάκιος Mονόφθαλμος), morto em 366, foi um bispo cristão, pupilo e sucessor na sé episcopal de Cesareia Marítima de Eusébio em 340, e cuja biografia ele escreveu. Ele é lembrando principalmente por sua amarga oposição à São Cirilo de Jerusalém pelo papel que ele representou nos momentos mais agudos da controvérsia ariana. Na famosa vigésima-primeira oração  de São Gregório de Nazianzo, o autor fala dele - sem nomeá-lo - como sendo "a voz dos arianos". Se, como é provável, ele de fato falava de Acácio em termos tão ruins, o que pode ser dito é que a história de sua carreira justifica completamente estas implicações.

## Proeminência no partido ariano
Nada se sabe da data ou país de seu nascimento, mas ele era provavelmente um sírio romano. Durante toda sua vida ele teve o apelido de "um olho" (em grego:  `o Mονoφθαλμος), sem dúvida por causa de um defeito de nascimento, segundo Jerónimo de Estridão em De Viris Illustribus, embora seja uma referência maliciosa à sua tendência geral de conduta e sua rara habilidade em propor argumentos ambíguos.
Sua grande habilidade intelectual, adicionada ao seu prestígio já adquirido como amigo e sucessor de Eusébio, naturalmente acabaram por destacá-lo como o mais provável interlocutor e guia dos arianos, mesmo antes que o primeiro grande líder deles, Eusébio de Nicomédia, morresse em 342. Já em 341, Acácio já tinha participado do Concílio de Antioquia quando, na presença do imperador romano Constâncio II, a "Basílica Dourada" foi dedicada por um conjunto de noventa bispos e ele subscreveu aos credos ambíguos então preparados e dos quais o termo Homoousios e toda referência à "substância" foram excluídos. Por isto, junto com outros bispos do partido de Eusébio, ele foi deposto no Concílio de Sárdica em 347. Recusando-se a aceitar a sentença que lhe fora dada, ele se retirou com os demais bispos excomungados para Filipópolis (atual Plovdiv, na Bulgária), onde ele, por sua vez, ajudou a assegurar a sentença de excomunhão e deposição contra seus juízes, inclusive Júlio I e Ósio de Córdoba. Estas penalidades que lhe foram infligidas pelas mãos do partido de Niceia nada fizeram contra a sua reputação. São Jerônimo nos diz que seu crédito com Constâncio II era tão grande durante estes anos que, quando o papa Libério foi deposto e exilado em 357, Acácio foi capaz de assegurar a eleição de Félix II em seu lugar.

## Discussões com Cirilo de Jerusalém
O ano de 358 marcou o ápice de sua discussão com Cirilo, bispo de Jerusalém. O mal-entendido, que já vinha desde logo após a instalação de Cirilo como bispo (que ele apoiou quando São Máximo, um ortodoxo, morreu), tinha a ver com a questão de precedência canônica. Acusações e contra-acusações de heresia se seguiram por alguns anos, até que Acácio conseguiu a deposição de Cirilo com a ajuda dos bispos da Palestina, os quais ele induziu a examinar a acusação de contumácia (desobediência). Cirilo foi exilado, retornando apenas dois anos depois por uma decisão do Concílio de Selêucia. Mas o crédito de Acácio com o imperador Constâncio foi capaz de desfazer a restauração e, em 360, Cirilo foi novamente condenado, desta vez pelo Concílio de Constantinopla (360). Cirilo cedeu e deixou sua sé para o exílio até que Juliano subiu ao trono em 361.

## Concílio de Selêucia
Acácio tomou um lugar de liderança entre os prelados que conseguiram dividir em dois o concílio ecumênico que Constâncio II propôs, minando assim sua autoridade. Enquanto os bispos do ocidente estavam reunidos num Concílio em Rimini em 359, ele e sua irmandade do oriente se reuniram noutro em Selêucia Isaura (atual Silifke, na Turquia). O número de bispos presentes tem sido estimado como algo entre cento e cinquenta e cento e sessenta. Os semiarianos estavam em larga maioria, enquanto Acácio tinha um bem-disciplinado grupo de seguidores, batizados em sua homenagem de acacianos. Com os anomoeanos, ele podia contar com mais quarenta bispos do seu lado. Após a maioria ter sido confirmada - o semiariano credo de Antioquia (Credo da Dedicação) - Silvano de Tarso propôs confirmar o credo luciânico, quando Acácio e seu partido deixaram a assembleia como forma de protesto. A despeito disto, este novo credo foi assinado na manhã seguinte por trás de portas fechadas, um procedimento que Acácio prontamente qualificou como o "ato da escuridão". Na quarta, Basílio de Ancira e Macedônio I de Constantinopla chegaram com Hilário de Poitiers, Cirilo de Jerusalém e Eustácio de Antioquia. Cirilo já estava sob censura e Acácio se recusou a trazer seus seguidores de volta para o sínodo até que ele e os outros bispos acusados presentes fossem retirados. Após um caloroso debate, seu plano foi aceito e Leonas, o
representante de Constâncio na deliberação, levantou e leu uma cópia de um novo credo que Acácio havia posto em suas mãos. Ele rejeitava os termos homoousios e homoiosius como "alheios às Escrituras" e anatemizava o termo anomoeaon, claramente professando a "similaridade" do Filho com o Pai. Esta fórmula, que interpretava a "similaridade do Filho com o Pai" como "similaridade na vontade apenas" (em grego:  oμοιον κατα την βούλησιν μόνον), a maioria semiariana rejeitou e logo Acácio e seus seguidores foram depostos.

## Sínodo de Constantinopla e depois
Acácio e seus seguidores não esperaram pelas consequências da deposição. Ao invés disso, fugiram para Constantinopla e reclamaram perante o imperador. Acácio logo conseguiu a atenção dele. Um novo concílio foi rapidamente convocado em Constantinopla, do qual Acácio era a alma, e, com sua ajuda, o concílio acabou rapidamente aceitando a confissão de Rimini. Para completar seu triunfo, ele e Eudóxio de Antioquia, então bispo de Constantinopla, usaram suas influências para colocar os éditos do Primeiro Concílio de Niceia, e todas as menções a homoousius, em desuso e no esquecimento. Em seu retorno para o oriente em 361, Acácio e seu partido consagraram novos bispos nas sés que estavam vagas, Melécio sendo colocado na de Antioquia. Quando o trono imperial foi preenchido pelo imperador niceno Joviano, Acácio e seus amigos mudaram de ponto de vista e, em 363, eles voluntariamente aceitaram o credo de Niceia. Quando da ascensão do imperador ariano Valente em 364, Acácio voltou ao arianismo assim como Eudóxio de Antioquia. Porém, ele não teve a complacência do Concílio de Lâmpsaco, de bispos de fé macedoniana, e sua deposição anterior em Selêucia foi confirmada.
Acácio morreu em 366.

## Obras
Ele era um prelado de grande erudição, um patrono dos estudos, enriquecendo com pergaminhos a Biblioteca de Cesareia, fundada por Eusébio. Ele escreveu um tratado em dezessete volumes sobre o Eclesiastes, seis livros sobre Miscelâneas (em grego:  σύμμικτα ζητηματα) - ensaios sobre assuntos variados. Além destes, também o livro que ele escreveu sobre Eusébio, se perderam. Por outro lado, Epifânio, em seu Panarion, preservou um grande trecho da obra de Acácio (em grego:  Aντιλογια) contra Marcelo de Ancira.